# Campeonato Europeu de Atletismo em Pista Coberta de 2011 - Salto triplo feminino
A prova do salto triplo feminino do Campeonato Europeu de Atletismo em Pista Coberta de 2011 foi disputada entre os dias 4 e 5 de março de 2011 na AccorHotels Arena em Paris, França.

## Recordes
Antes desta competição, os recordes mundiais e do campeonato nesta prova eram os seguintes:
|                       | Nome             | Nacionalidade | Distância | Local     | Data                    |
| --------------------- | ---------------- | ------------- | --------- | --------- | ----------------------- |
| Recorde mundial       | Tatyana Lebedeva | Rússia        | 15m 36cm  | Budapeste | 6 de março de 2004      |
| Recorde do campeonato | Ashia Hansen     | Reino Unido   | 15m 16cm  | Valência  | 28 de fevereiro de 1998 |
| Recorde europeu       | Tatyana Lebedeva | Rússia        | 15m 36cm  | Budapeste | 6 de março de 2004      |

## Medalhistas
| Ouro                   | Prata               | Bronze               |
| Simona La Mantia (ITA) | Olesja Zabara (RUS) | Dana Veldáková (SVK) |

## Resultados

### Qualificação
Qualificação: 14,10m  (Q) ou os 8 melhores qualificados (q).  
| Posição. | Atleta                 | Nacionalidade | 1ª    | 2ª    | 3ª    | Resultados | Notas                |
| -------- | ---------------------- | ------------- | ----- | ----- | ----- | ---------- | -------------------- |
| 1        | Natal'ja Kutjakova     | Rússia        | 13,82 | 13,87 | 14,44 | 14,44      | Q,                   |
| 2        | Simona La Mantia       | Itália        | 14,00 | 14,38 |       | 14,38      | Q,                   |
| 3        | Dana Veldáková         | Eslováquia    | X     | 14,27 |       | 14,27      | Q,                   |
| 4        | Snežana Rodič          | Eslovênia     | 14,25 |       |       | 14,25      | Q,                   |
| 5        | Petia Dacheva          | Bulgária      | 13,65 | 13,10 | 14,20 | 14,20      | Q,                   |
| 6        | Olesja Zabara          | Rússia        | 14,13 |       |       | 14,13      | Q                    |
| 7        | Cristina Bujin         | Roménia       | X     | 14,12 |       | 14,12      | Q                    |
| 8        | Athanasia Perra        | Grécia        | 13,90 | 14,01 | 13,85 | 14,01      | q                    |
| 9        | Patricia Sarrapio      | Espanha       | 13,81 | 13,98 | X     | 13,98      | Recorde da temporada |
| 10       | Biljana Topić          | Sérvia        | 13,73 | 13,92 | 13,93 | 13,93      | Recorde da temporada |
| 11       | Małgorzata Trybańska   | Polónia       | 13,90 | 13,54 | 13,85 | 13,90      |                      |
| 12       | Ineta Radeviča         | Letônia       | 13,89 | 13,76 | 13,86 | 13,89      | =                    |
| 13       | Svetlana Bolshakova    | Bélgica       | 13,52 | 13,59 | 13,83 | 13,83      |                      |
| 14       | Haoua Kessely          | França        | 13,77 | 13,58 | 13,82 | 13,82      |                      |
| 15       | Katja Demut            | Alemanha      | 13,81 | 13,57 | 13,50 | 13,81      |                      |
| 16       | Paraskevi Papachristou | Grécia        | X     | 13,72 | X     | 13,72      |                      |
| 17       | Carmen Toma            | Roménia       | 13,66 | X     | X     | 13,66      |                      |
| 18       | Veera Baranova         | Estónia       | 13,29 | 13,37 | 13,42 | 13,42      |                      |
| 19       | Inger Anne Frøysedal   | Noruega       | 13,11 | X     | X     | 13,11      |                      |
| 20       | Andriana Banova        | Bulgária      | X     | 13,05 | X     | 13,05      |                      |
| –        | Niki Paneta            | Grécia        |       |       |       |            | DNS                  |

### Final
A final foi realizada às 14:45 no dia 5 de março de 2011.  
| Posição           | Atleta             | Nacionalidade | 1ª    | 2ª    | 3ª    | 4ª    | 5ª    | 6ª    | Resultados | Notas                |
| ----------------- | ------------------ | ------------- | ----- | ----- | ----- | ----- | ----- | ----- | ---------- | -------------------- |
| Medalha de ouro   | Simona La Mantia   | Itália        | 14,17 | 14,60 | 14,49 | X     | 14,60 | X     | 14,60      | Melhor marca do ano  |
| Medalha de prata  | Olesja Zabara      | Rússia        | 14,08 | 13,98 | 14,45 | 12.59 | 14,21 | 14,28 | 14,45      | Recorde da temporada |
| Medalha de bronze | Dana Veldáková     | Eslováquia    | X     | 14,39 | 14,09 | X     | X     | 14,26 | 14,39      | Recorde da temporada |
| 4                 | Snežana Rodič      | Eslovênia     | 14,34 | 14,24 | 14,35 | X     | 14,27 | X     | 14,35      | Recorde pessoal      |
| 5                 | Cristina Bujin     | Roménia       | 14,19 | X     | 14,08 | 13,98 | X     | X     | 14,19      | Recorde da temporada |
| 6                 | Natal'ja Kutjakova | Rússia        | 13,54 | 14,18 | 13,65 | X     | X     | 14,13 | 14,18      |                      |
| 7                 | Athanasia Perra    | Grécia        | 14,01 | X     | X     | 13,24 | 13,78 | X     | 14,01      |                      |
| 8                 | Petia Dacheva      | Bulgária      | X     | 13,84 | 13,49 | 13,07 | 12.28 | X     | 13,84      |                      |

Legenda
| Recorde mundial       | Recorde mundial (World record)               |                       | Recorde africano                      | Recorde africano (African) |                                           | Q | Classificado por posição (Qualified) |
| Recorde do campeonato | Recorde do campeonato (Championship record)  | Recorde da América    | Recorde da América (Americas)         | q                          | Classificado por melhor tempo (Qualified) |   |                                      |
| Melhor marca do ano   | Melhor marca do ano (World leading)          | Recorde asiático      | Recorde asiático (Asian)              | DNS                        | Não largou (Did not start)                |   |                                      |
| Recorde nacional      | Recorde nacional (National record)           | Recorde europeu       | Recorde europeu (European)            | DNF                        | Não terminou (Did not finish)             |   |                                      |
| Recorde pessoal       | Recorde pessoal do atleta (Personal best)    | Recorde da Oceania    | Recorde da Oceania (Oceania)          | DSQ / DQ                   | Desclassificado (Disqualified)            |   |                                      |
| Recorde da temporada  | Recorde da temporada do atleta (Season best) | Recorde sul-americano | Recorde sul-americano (South America) | NM                         | Sem marca (No mark)                       |   |                                      |